# 성령선교수녀회
성령선교수녀회(라틴: Congregatio Missionalis Servarum Spiritus Sancti, 약칭: SSpS)는 1889년 12월 8일 독일 출신의 로마 가톨릭 사제인 성 아르놀드 얀센(Arnold Janssen)과 수녀인 복자 헬레나 슈톨렌베르크(Helena Stollenwerk), 복자 헨드리나 슈텐만스(Hendrina Stenmanns)의 주도로 네덜란드 스테일(Steyl)에서 조직된 선교를 통한 수도를 목적으로 하는 수녀회이다. 수녀회의 본디 라틴어 공식명칭은 성령의 시녀(侍女)들의 선교수도회 정도로 번역될 수 있다.
이미 1875년에 남자 수도회인 말씀의 선교수도회를 만들었던 얀센은 남성으로만 이루어진 수도회를 통해서는 접근하기 어려운 분야에서 선교 활동을 맡아줄 수녀회의 필요성을 느끼고 있었던바, 말씀의 선교수도회에서 봉사자로 일하던 슈톨렌베르크(후에 ‘마리아 수녀’라는 별명으로 불렸다.)와 슈텐만스(후에 ‘요제파 수녀’라는 별명으로 불렸다.)가 수녀가 되겠다는 청원을 받아들이고 수녀가 된 그들에게 성령선교수녀회의 조직을 부탁했다. 그렇게 하여 조직된 성령선교수녀회는 말씀의 선교수도회의 파트너 조직으로써 전세계에서 활동하게 되었다. 21세기에 들어와서는 전세계 40여 나라에서 3,000여명의 수녀들이 봉사하는 조직으로 발전하였으며, 조직 설립의 공로자인 얀센은 2003년 교황 요한 바오로 2세에 의하여 시성되었고, 마리아 수녀 슈톨렌베르크 또한 1995년 교황 요한 바오로 2세에 의하여, 요제파 수녀 슈텐만스는 2008년 교황 베네딕토 16세에 의하여 각각 시복되었다.
한국의 성령선교수녀회는 1987년 3월 9일 설립되었다. 현재 한국에는 5개의 공동체에서 한국을 포함한 7개 나라 출신의 수녀들이 사목 활동을 하고 있다. 성령선교수녀회는 설립 목적에 충실하게 개척선교 일선에서 일하고 있으며, 특히 결혼이주여성과 다문화 가정, 농촌 선교와 한부모 가정 선교 등에 힘을 쏟고 있다.